# 이사리야마촌
이사리야마촌(漁山村)은 시마네현 나카군에 있던 촌이다. 현재의 고쓰시의 일부에 해당한다.

## 역사
- 1889년 4월 1일 - 정촌제 시행에 의해 나카군 이사리야마촌이 성립하였다.
- 1935년 2월 11일 - 오우치촌과 합병해 미카와촌이 성립하여 폐지되었다.

## 참고문헌
- 角川日本地名大辞典 32 島根県
- 『市町村名変遷辞典』東京堂出版、1990年。